# Anwar Ibrahim
Anwar bin Ibrahim (* 10. srpna 1947 Bukit Mertajam) je malajsijský politik. Od roku 2022 zastává pozici předsedy vlády.
Pochází ze státu Penang, jeho otec pracoval na ministerstvu zdravotnictví. Vystudoval malajštinu a literaturu na University of Malaya a byl funkcionářem studentských organizací. V letech 1974 až 1975 byl vězněn za účast v sociálně motivovaných protestech proti vládě. Po propuštění působil jako zástupce Malajsie ve Světovém shromáždění muslimské mládeže. Byl stoupencem premiéra Mahathira Mohamada, v roce 1983 se stal ministrem mládeže a sportu. Pak vedl ministerstvo zemědělství (1984–1986), ministerstvo školství (1986–1991) a ministerstvo financí (1991–1998), byl předsedou Generální rady UNESCO a působil ve vedení Malajsijské mezinárodní islámské univerzity. V roce 1993 se stal místopředsedou vlády. 
Po vypuknutí asijské finanční krize byl stoupencem úsporných opatření, vedl Rozvojový výbor Mezinárodního měnového fondu a časopis Newsweek ho vyhlásil asijskou osobností roku 1998. Byl proto pokládán za nejpravděpodobnějšího Mahathirova nástupce v čele vlády, avšak uvnitř vládnoucí strany Barisan Nasional proti němu povstala silná frakce, kterou vedl Ahmad Zahid Hamidi. Anwar Ibrahim byl obviněn z korupce a v září 1998 zbaven vládní funkce. Poté byl proti němu veden soudní proces kvůli údajným homosexuálním praktikám, které jsou v Malajsii trestné. V roce 2000 byl odsouzen k devíti letům odnětí svobody, po změně premiéra v roce 2004 byl propuštěn.
Po odchodu z vlády založil vlastní hnutí Reformasi, z něhož vznikla Národní strana spravedlnosti. Usiluje o spojení politického islámu s volným trhem a pluralitní demokracií. Požaduje také zrušení zákona, který při obsazování veřejných funkcí zvýhodňuje Malajce proti Chanům. V roce 2007 byl jedním ze signatářů prohlášení Společné slovo mezi námi a vámi, vyzývajícího k dialogu mezi muslimy a křesťany. Roku 2008 byl zvolen poslancem a stal se lídrem opozice. V roce 2014 byl opět souzen za porušení mravnostních zákonů a vězněn až do roku 2018.
Po propuštění Anwar Ibrahim zformoval širokou protivládní koalici Pakatan Harapan, která ve volbách v listopadu 2022 získala 38 % hlasů a stala se nejsilnějším parlamentním subjektem. Sultán Abdullah Pahangský ho 24. listopadu 2022 jmenoval předsedou vlády, která 19 prosince téhož roku získala důvěru parlamentu.
Je otcem šesti dětí, nejstarší dcera Nurul Izzah Anwar je poslankyní za Národní stranu spravedlnosti.